# Costa de Prata
Costa de Prata – region turystyczny w środkowo-zachodniej Portugalii (w granicach administracyjnych Wielkiego Porto, dystryktu Aveiro, dystryktu Coimbra, dystryktu Leiria i dystryktu Lizbona), rozciągający się wzdłuż wybrzeża Oceanu Atlantyckiego, od ujścia rzeki Duero nieopodal Vila Nova de Gaia (aglomeracja Porto) na północy do Torres Vedras na południu (okolice Lizbony).